# 梅林镇 (丰城市)
梅林镇，是中华人民共和国江西省宜春市丰城市下辖的一个乡镇级行政单位。

## 行政区划
梅林镇下辖以下地区：
梅林社区、石溪村、丰田村、低山村、巷岭村、白雁村、梅林村、洪石村、潭城村、寺背村、新屋村、汉墓村、岗上村、江桥村、池塘村和朱家村。